# Sky Vivo
Sky Vivo è stata un'emittente televisiva satellitare italiana di proprietà di Sky Italia, trasmessa sulla propria piattaforma e visibile alla posizione 109 degli Sky Box fino al 1º aprile 2009.

## Storia

### Le origini: Sky Canale 109
Prima di Sky Vivo esisteva un generico Sky Canale 109, che trasmetteva 24 ore su 24 (anche in funzione interattiva) i reality Grande Fratello, L'isola dei famosi e Campioni, il sogno. Nel tardo pomeriggio inoltre andava in onda la rubrica Reality Zone, condotta da Marcello Martini e Cristina Plevani, che mostrava ai telespettatori le immagini salienti dei reality del momento.
Finita la quarta edizione del Grande Fratello e gli altri due reality, Sky inizia a replicare dapprima i tre reality e successivamente anche i primi programmi con un orario limitato (dal lunedì al venerdì dalle 17:00 a 00:00, sabato e domenica dalle 12:00 alle 03:00), attingendo da altri canali della piattaforma come Fox, Discovery Channel, National Geographic Channel, Marcopolo, Leonardo e Sky Meteo 24.

### L'arrivo di Sky Vivo
Il 10 settembre 2005, Sky Canale 109 diventa Sky Vivo: nel suo palinsesto sono comunque presenti i reality (tra cui Amici, L'isola dei famosi, Reality Circus), produzioni internazionali come Hell's Kitchen e autoproduzioni come Cambio vita...torno in forma con Natasha Stefanenko e L'uomo perfetto, condotto da Ellen Hidding.
All'inizio del 2008 parte Italia's Next Top Model, basato sul format statunitense America's Next Top Model, che proseguirà poi a settembre con la seconda stagione.
L'8 maggio successivo inizia anche Singin Office, condotto da Marco Liorni.
Nel 2008, il Grande Fratello 24 ore su 24 va in onda sull'applicazione interattiva di Sky Vivo e, per la prima volta, anche dai 4 canali spin-off, denominati Sky Vivo Extra. Inoltre, in autunno parte il primo quiz di Sky: Sei più bravo di un ragazzino di 5ª?, versione italiana del famoso Are you smarter than a 5th Grader?.

### Sky Vivo Mobile
Sky Vivo Mobile era la versione per dispositivi mobili per i possessori di un Tivufonino. La programmazione era identica a Sky Vivo con la sola eccezione di Sky Vivo Mini, ossia il meglio dei programmi del canale originale in 10 minuti.

### La chiusura
Sky Vivo chiude definitivamente il 31 marzo 2009, diventando Sky Uno.

## Programmi
- Extreme Makeover: Home Edition
- Shock
- The Biggest Looser
- Amici
- L'isola dei famosi
- Cheaters: tradimenti
- Dynasty
- Paso adelante
- Hell's Kitchen
- Sex Therapy
- Work Out
- Boy meets Boy
- America's Next Top Model
- Presenze 3
- X Factor
- Grande Fratello
- La talpa
- Stella
- Italia's Next Top Model
- Sei più bravo di un ragazzino di 5ª?
- Fear Factor